# Královská hraničářka
Královská hraničářka (The Royal Ranger) je první díl sequel knižní série Královská hraničářka k souboru Hraničářův učeň, jehož autorem je australský spisovatel John Flanagan. Hlavní postavou příběhu je opět královský hraničář Will, ke kterému se na jeho dobrodružstvích připojí i první hraničářská učenka Maddie. Knížka v Česku vyšla v roce 2014.

## Děj
Po tragické smrti Alyss, Willovy životní lásky, Will zahořkl a slíbil si, že pochytá bandu zločinců vedenou Jorym Ruhlem, který je za její smrt zodpovědný. Díky tomuto slibu nedbá na své hraničářské povinnosti a je veden pouze touhou po pomstě. Dokonce odmítne odjet na dvě mise, díky čemuž mu hrozí vyloučení ze sboru. Proto mu Halt s Gilanem, novým velitelem hraničářského sboru, přidělí učně. Ne ovšem ledajakého, Willovým učněm se stane patnáctiletá dcera Horáce a Kasandry a araluenská princezna Maddie, která k Willovi nastupuje na jeden rok učení. Maddie se tak stává historicky první dívkou, která vstoupila do hraničářského sboru. Během Willova tvrdého výcviku se Maddie mění z neukázněné, rozmazlené a prospěchářské dívky, která je zvyklá, že všichni skáčou jak ona píská, v hodnou dívku, která si všímá problémů ostatních a pomáhá jim. Přeměně silně pomůže také fakt, že je na dobu výcviku vyděděna jako princezna a dcera Horáce a Kasandry.
Po třech měsících tvrdého výcviku přijíždí do Redmontu velitel sboru Gilan, který Willa s Maddie posílá na misi do Trellethského léna, aby vyšetřili smrt hraničáře Liama. Během vyšetřování Will s Maddie zjistí, že Liama někdo zabil. Stopa vede ke skupině otrokářů vedené Zlodějem za temné noci, kterým, jak Will zjistí, je právě Jory Ruhl. Will se svojí učenkou sleduje Ruhla až do jeho doupěte na pobřeží, ve kterém drží deset dětí, které má v plánu prodat na trhu s otroky v Sokoru. Will vypracuje plán na osvobození dětí a odláká Ruhlovu bandu, mezitím co Maddie osvobodí děti a odvede je do bezpečí. Bohužel, Ruhl Willa chytí a rozhodne se ho upálit na hranici. Maddie se vrátí, aby Willa zachránila, což se jí podaří, ale je zraněna Ruhlovým kopím, které jí trefilo do stehna. Will poté trefí Ruhla saxonským nožem a ten uhoří v plamenech na hranici, kterou sám připravil.
Po devíti měsících v učení dostane Maddie slavnostně bronzový list, a přestože jí Kasandra s Horácem chtějí navrátit zpět její postavení královské princezny, rozhodne se pokračovat ve výcviku hraničáře.